# Bathyberthella zelandiae
Bathyberthella zelandiae är en snäckart som beskrevs av Richard C. Willan 1983. Bathyberthella zelandiae ingår i släktet Bathyberthella och familjen Pleurobranchidae. Inga underarter finns listade i Catalogue of Life.